# Nectonema
Nectonema Verril, 1879 è un genere di Nematomorfi marini. È l'unico genere della famiglia Nectonematidae Ward, 1892, nell'ordine Nectonematoidea, e nella classe Nectonematoida. Il genere contiene cinque specie; tutte le specie hanno uno stadio larvale parassitario di crostacei e uno stadio adulto libero che nuota in acqua.

## Tassonomia
Nectonematoida è uno delle due classi all'interno del phylum Nematomorpha, l'altro è Gordioida, che è un taxon significativamente più grande, con oltre 300 specie conosciute. I Nematomorfi sono gli animali filogeneticamente più prossimi ai Nematodi. La seguente classificazione mostra il posto di Nectonematoida all'interno degli Ecdysozoa secondo Minelli (2008) e Tedersoo (2017):
|              | Nematoda                                                      |
|              |                                                               |
| Nematomorpha | \| \| Gordioida \| \| \| \| \| \| Nectonematoidea \| \| \| \| |
|              | \| \| Gordioida \| \| \| \| \| \| Nectonematoidea \| \| \| \| |
|              | Gordioida                                                     |
|              |                                                               |
|              | Nectonematoidea                                               |
|              |                                                               |

|  | Gordioida       |
|  |                 |
|  | Nectonematoidea |
|  |                 |

|              | Nematoda                                                      |
|              |                                                               |
| Nematomorpha | \| \| Gordioida \| \| \| \| \| \| Nectonematoidea \| \| \| \| |
|              | \| \| Gordioida \| \| \| \| \| \| Nectonematoidea \| \| \| \| |
|              | Gordioida                                                     |
|              |                                                               |
|              | Nectonematoidea                                               |
|              |                                                               |

|  | Gordioida       |
|  |                 |
|  | Nectonematoidea |
|  |                 |

|              | Nematoda                                                      |
|              |                                                               |
| Nematomorpha | \| \| Gordioida \| \| \| \| \| \| Nectonematoidea \| \| \| \| |
|              | \| \| Gordioida \| \| \| \| \| \| Nectonematoidea \| \| \| \| |
|              | Gordioida                                                     |
|              |                                                               |
|              | Nectonematoidea                                               |
|              |                                                               |

|  | Gordioida       |
|  |                 |
|  | Nectonematoidea |
|  |                 |

|              | Nematoda                                                      |
|              |                                                               |
| Nematomorpha | \| \| Gordioida \| \| \| \| \| \| Nectonematoidea \| \| \| \| |
|              | \| \| Gordioida \| \| \| \| \| \| Nectonematoidea \| \| \| \| |
|              | Gordioida                                                     |
|              |                                                               |
|              | Nectonematoidea                                               |
|              |                                                               |

|  | Gordioida       |
|  |                 |
|  | Nectonematoidea |
|  |                 |

All'interno di Nectonematoida è noto solo un singolo genere, Nectonema, con cinque specie finora descritte: 
- Nectonema agile Verrill, 1879
- Nectonema melanocephalum (Nierstrasz, 1907)
- Nectonema munidae (Brinkmann, 1930)
- Nectonema svensksundi (Bock, 1913)
- Nectonema zealandica (Poinar e Brockerhoff, 2001)

## Distribuzione e habitat
Tre specie sono conosciute dall'Oceano Atlantico settentrionale: N. agile dalle coste nordamericane ed europee, così come dal Mar Mediterraneo e dal Mar Nero. N. munidae è stato ritrovato nei fiordi vicino a Bergen, in Norvegia nel Mare del Nord, e N. svensksundi è conosciuto dalle Svalbard. Ulteriori segnalazioni non confermate di possibili esemplari di Nectonema provengono dalla Groenlandia occidentale, dal Brasile e dalla Sierra Leone. Nell'Oceano Pacifico, N. melanocephalum è stato ritrovato al largo delle isole Balabalagan nello stretto di Makassar in Indonesia, mentre N. zealandica è stato ritrovato al largo della costa della Nuova Zelanda. Ci sono anche segnalazioni di Nectonema dal Giappone.

## Descrizione
Il genere Nectonema non è stato ampiamente studiato e la maggior parte di ciò che si sa sul genere si basa sulle due specie meglio studiate, N. agile e N. munidae. Ci sono diverse caratteristiche uniche che distinguono i nematomorfi marini (Nectonematidae) dalle specie di nematomorfi d'acqua dolce (Gordiidae). Gli studi indicano differenze nella struttura delle cellule muscolari così come una cavità anteriore del corpo. Mentre i Gordidi possiedono un singolo cordone nervoso ventrale longitudinale, i Nectonematidi possiedono un cordone nervoso dorsale aggiuntivo. I Nectonematidi possiedono anche un intestino che termina in un cieco e doppie file di setole natatorie cuticolizzate dorsali e ventrali. Nei maschi le gonadi sono delle sacche di sperma attaccate all'epidermide dorsale, mentre le femmine possiedono un tessuto ricco di vescicole chiamato gono-parenchino durante le prime fasi dello sviluppo. Inoltre, delle spine si formano sulle uova di nectonematide dopo che entrano in contatto con l'acqua di mare.
Come in tutti i Nematomorfi, c'è una mancanza di organi escretori o sangue. L'apparato digerente non svolge principalmente il ruolo di assorbimento dei nutrienti, che invece probabilmente si verifica attraverso la cuticola, ma piuttosto lo stoccaggio di sostanze che vengono assorbite attraverso la cuticola. Sono stati osservati diversi strati di cuticola, con una cuticola adulta che si forma sotto la cuticola larvale, oltre a un'epidermide cellulare. Il sistema nervoso è costituito da un anello nervoso circumesofageo che funziona come un semplice cervello insieme a due corde nervose longitudinali situate dorsalmente e ventralmente, anche se la parte dorsale dell'anello nervoso si riduce man mano che gli individui maturano. Il sistema sensoriale è in gran parte assente o poco compreso. Setole e probabile ciglia sono stati osservati sulla cuticola, che sembrano essere collegati al sistema nervoso in un ruolo sensoriale. Inoltre, cellule giganti con un diametro fino a 400 μm sono state osservate nella cavità anteriore di tre specie (N. agile, N. munidae e N. zealandica) che sono state ipotizzate svolgere un ruolo nella percezione sensoriale da Ward (1892) e Bresciani (1991). Le cellule sembrano essere collegate al cordone nervoso tramite gli assoni, sostenendo questa interpretazione. Tuttavia, il loro potenziale ruolo sensoriale rimane poco chiaro.
Le specie mostrano dimorfismo sessuale nelle loro dimensioni, con maschi che crescono fino a lunghezze da 10 mm a 270 mm a seconda della specie, mentre le femmine di tutte le specie sono più lunghe dei maschi, crescendo tra 34 mm e 960 mm di lunghezza. I nectonematidi larvali sono stati descritti solo una volta, con il più piccolo lungo 350 μm e dotato di anelli di spine e strutture cuticolari denotate "mascelle" sulla porzione anteriore.

## Ecologia e ciclo di vita
I Nectonematidi trascorrono la fase larvale del loro ciclo di vita come parassiti dei crostacei decapodi. Sono state identificate almeno 28 specie ospiti, tra cui anomuri, granchi, gamberetti e sergestidi del genere Eusergestes; un singolo individuo di N. agile è stato trovato anche all'interno di un esemplare di astice americano (Homarus americanus). Le larve abitano la cavità corporea degli ospiti, specialmente nella regione del torace; in genere, un decapode ospiterà un singolo nectonematide, tuttavia sono stati osservati fino a nove esemplari abitare in un singolo granchio. Esistono osservazioni contrastanti sul fatto che i parassiti causino danni interni ai loro ospiti, con Mouchet (1931) e Leslie et al. (1981) che riportano danni agli organi riproduttivi maschili nelle specie ospiti (Pagurus bernhardus, Anapagurus hyndmanni e Cancer irroratus), mentre Brinkmann (1930), Nouvel & Nouvel (1934) e Nielsen (1969) non hanno osservato alcuna alterazione tissutale.
Dopo essere emersi dai loro ospiti, i nematomorfi adulti usano le loro doppie file dorsali e ventrali di setole per nuotare attraverso l'acqua. In preparazione alla riproduzione, le cavità del corpo delle femmine mature si riempiono di uova, mentre i maschi formano sacche di sperma. A differenza dei Gordiidi, i Nectonematidi hanno fecondazione interna, con i maschi che inseriscono la loro estremità posteriore nell'apertura genitale della femmina.

## Riferimenti
- Stiles, Charles W. (dicembre 1892). "Su Nectonema agile Verrill". The American Naturalist. 26 (312): 1037–1038.
- Pechenik, Jan A. (2010). "Quattro Phyla di probabili parenti di nematodi". Biologia degli invertebrati (6ª ed. internazionale). Singapore: McGraw-Hill Education (Asia). pp. 452–457. ISBN 978-0-07-127041-0.
- Nielsen, Claus (2011). "Phylum Nematomorpha". Animal Evolution: Interrelationships of the Living Phyla. Oxford Scholarship Online. pp. 286–289. doi:10.1093/acprof:oso/9780199606023.003.0050. ISBN 9780199606023.
- Minelli, Alessandro (2008). Perspectives in Animal Phylogeny and Evolution. Oxford Scholarship Online. doi:10.1093/acprof:oso/9780198566205.001.0001. ISBN 9780198566205.
- Tedersoo, Leho (29 dicembre 2017). "Proposal for a practical multi-kingdom classification of eukaryotes based on monophyly and comparable divergence time criteria". bioRxiv. doi:10.1101/240929. S2CID 90691603. Recuperato il 29 agosto 2020.
- Schmidt-Rhaesa, Andreas (20 dicembre 2012). "Nematomorpha". In: Nematomorpha, Priapulida, Kinorhyncha, Loricifera. De Gruyter, pp. 29–146. ISBN 9783110272536.
- Kakui, Keiichi; Fukuchi, Jun; Shimada, Daisuke (22 giugno 2021). "First record of marine horsehair worms (Nematomorpha: Nectonema) parasitizing isopod crustaceans". Parasitology Research. 120 (7): 2357–2362. doi:10.1007/s00436-021-07213-9. PMID 34156539. S2CID 235596142.
- Bolek, Matthew G.; Schmidt-Rhaesa, Andreas; De Villalobos, L. Cristina; Hanelt, Ben (21 ottobre 2014). "Phylum Nematomorpha". In: Thorp, James H.; Rogers, D. Christopher (eds.). Thorp and Covich’s Freshwater Invertebrates: Ecology and General Biology (4ª ed.). Elsevier. pp. 303–326. ISBN 9780123850263.
- Schmidt-Rhaesa, Andreas (aprile 2002). "Are the genera of Nematomorpha monophyletic taxa?". Zoologica Scripta. 31 (2): 185–200. doi:10.1046/j.1463-6409.2002.00073.x. S2CID 86038495.
- Schmidt-Rhaesa, Andreas; Pohle, Gerhard; Gaudette, Julien; Burdett-Coutts, Victoria (maggio 2013). "Lobster (Homarus americanus), a new host for marine horsehair worms (Nectonema agile, Nematomorpha)". Journal of the Marine Biological Association of the United Kingdom. 93 (3): 631–633. doi:10.1017/S0025315412000719. S2CID 84847444.

## Identificatori di taxon
| Taxon           | Identificatori |
| --------------- | --- |
| Nectonema       | Wikidata:Q3820188 · Wikispecie:Nectonema · AUDACE:1133267 · GBIF:2255382 · IRMNG:1041204 · ITIS:64185 · NBN:NBNSYS0000184521 · NCBI:190569 · NZOR:Af93ea11 · Albero della vita aperto:298890 · WoRMS:101091       |
| Nectonematidae  | Wikidata:Q10595387 · Wikispecie:Nectonematidae · AUDACE:1144566 · GBIF:4283843 · IRMNG:107544 · ITIS:699882 · NBN:NBNSYS0000184524 · NCBI:190568 · NZOR:91070082 · Albero della vita aperto:298891 · WoRMS:101076 |
| Nectonematida   | Wikidata:Q10595388 · AUDACE:1144567 · IRMNG:11746 · NBN:NHMSYS0021053157 · NZOR:f70c7985 · Albero della vita aperto:298882 · WoRMS:101067                                                                         |
| Nectonematoidea | Wikidata:Q18547778 · Wikispecie:Nectonematoidea · Col:3MN · GBIF:854 · iNaturalista:551627 · ITIS:699877 · Albero della vita aperto:298881                                                                        |
| Nectonematoida  | Wikidata:Q10335955 · Wikispecie:Nectonematoida · Col:F6 · GBIF:7188589 · iNaturalista:551702 · IRMNG:1415 · ITIS:64184 · NCBI:190566 · Albero della vita aperto:298882                                            |